# Нотус (Ајдахо)
Нотус (енгл. Notus) град је у америчкој савезној држави Ајдахо.

## Демографија
По попису из 2010. године број становника је 531, што је 73 (15,9%) становника више него 2000. године.
| Група             | 2000.       | 2010.       |
| Белци             | 344 (75,1%) | 348 (65,5%) |
| Афроамериканци    | 0 (0,0%)    | 1 (0,2%)    |
| Азијати           | 3 (0,7%)    | 2 (0,4%)    |
| Хиспаноамериканци | 101 (22,1%) | 158 (29,8%) |
| Укупно            | 458         | 531         |